# Municipio de Haaland
El municipio de Haaland (en inglés: Haaland Township) es un municipio ubicado en el condado de Wells en el estado estadounidense de Dakota del Norte. En el año 2010 tenía una población de 46 habitantes y una densidad poblacional de 0,5 personas por km².

## Geografía
El municipio de Haaland se encuentra ubicado en las coordenadas 47°27′1″N 99°42′12″O / 47.45028, -99.70333. Según la Oficina del Censo de los Estados Unidos, el municipio tiene una superficie total de 92.11 km², de la cual 91,56 km² corresponden a tierra firme y (0,6 %) 0,55 km² es agua.

## Demografía
Según el censo de 2010, había 46 personas residiendo en el municipio de Haaland. La densidad de población era de 0,5 hab./km². De los 46 habitantes, el municipio de Haaland estaba compuesto por el 97,83 % blancos y el 2,17 % eran de una mezcla de razas. Del total de la población el 0 % eran hispanos o latinos de cualquier raza.